# Григорій Стороженко
Григо́рій (Стороже́нко) (1881, Решетилівка, Полтавська губернія, Російська імперія — 28 грудня 1937, Київ, УРСР) — державний діяч Української Народної Республіки, в.о. начальника Департаменту Внутрішніх справ Міністерства народного господарства. Під час окупації УНР — архієрей Української Автокефальної Православної Церкви з титулом «єпископ Київський». Професор. Жертва сталінського терору. 

## Біографія
Народився в селянській родині у с. Решетилівці Російської імперії (тепер — Полтавська область України). Здобув вищу економічну освіту у Київському університеті святого Володимира. Працював вчителем, статистом в полтавській земській Управі до 1917 р., потім — економістом статистичного планування у м. Києві.
З 25 квітня 1918 р. — завідував відділом митного нагляду і статистики Міністерства торгівлі і промисловості Центральної Ради Української Народної Республіки (УНР). За Директорії УНР — начальник відділу торгового представництва за кордоном і міжнародного економічного зближення, начальник департаменту торгівлі та промисловості. З листопада 1919 р. виконував обов'язки директора департаменту Внутрішніх справ Міністерства народного господарства.
В жовтні 1921 р. на Першому Всеукраїнському православному соборі в Києві був висвячений на пресвітера (ієрея) УАПЦ.
27 листопада 1921 р. у Софіївському Соборі хіротонізований на єпископа Київського УАПЦ. А особисто сам він висвятив близько 100 нових священиків.
У 1921-1925 р. — духовний керівник Київської церковної округи УАПЦ.
15 жовтня 1922 р. був арештований та ув'язнений Київським губернським відділом ВЧК-ОГПУ (НКВС) за участь у похоронах українського композитора ієрея УАПЦ Кирила Стеценка, але з офіційним формулюванням звинувачення — «за контрреволюційну діяльність». Мешкав на вулиці Стрілецькій № 1-Б кв. 9 (Київ).
24 жовтня 1924 р. був заарештований за розсилання листів з відозвами до українського духівництва рятувати Православну Церкву, заклики викладати християнську етику молоді і дітям в школах. Організував православне Сестринство в церкві з 150 жінок для плекання морального достоїнства серед українського жіноцтва і виховання благочестя в українських матерів для підтримки сімейних цінностей в українському суспільстві. Був звинувачений у тому, що молитвою «служив панахиди за розстріляних органами радянської влади» души членів українських військових патріотичних організацій рос. "политических бандитов", як «учасник контрреволюційної націоналістичної організації церковників». Мешкав на вулиці Рейтарська № 29 кв. 1 (Київ).
У 1925 р. під «тиском» комуністичного режиму відійшов від служіння в церкві. Вступив на світську (державну) службу. Працював головним бухгалтером в «Бумтресті», завідував плановим відділом «РайСанКонтори» Ленінського району (тепер «Старокиївський» район) м. Києва як економіст-плановик. Але перебував під «оперативним стеженням» спецслужб (НКВС), котрі часто «сприяли» його звільненню з роботи за причетність до УАПЦ для відбирання в нього права на достойне матеріальне утримання самого себе. У селі Баришівка набув присадибну земельну ділянку («дачу»), щоб прогодуватися.
У 1926 р. змушений був під тиском державної спецслужби зректися сану єпископа УАПЦ. І тоді ж державою він був позбавлений цивільного права брати участь у виборах (зігнаний в категорію рос. "лишенцы"). Після висловів на адресу деяких боягузливих і морально нестійких представників православного духовенства, які піддалися агресії тоталітарного режиму і співпрацювали зі спецслужбами за ним встановили «оперативне стеження».
4 грудня 1937 р. був заарештований (утримувався в Київській в'язниці «Лук'янівка» до 15 грудня) з офіційним звинуваченням у причетності до «української контрреволюційної фашистської організації церковників, яка ставила собі за мету побудову незалежної української держави з буржуазно-капіталістичним устроєм». Під таким звинуваченням через тяжкі тортури його примусили особисто підписатися на документах слідчої справи (аркуші допитів забризкані кров'ю), де є фраза «у зв'язку з моїми націоналістичними переконаннями українця…» (статті 54 пункт 8, пункти 10-11 «антирадянська агітація»). В справі всі його відповіді «юристами» спотворювалися, слідчі перекручували слова і факти для підганяння «під статтю» сфабрикованого звинувачення спецслужб. Про їх рівень кваліфікації в області юриспруденції і криміналістики можна справити враження з протоколу арешту і допиту, де в графі «особливі прикмети» Стороженка Г. ними записано одне слово — «священик»… З нього «вибили зізнання», що він у 1921 р. фактом прийняття священства «вступив у націоналістичну організацію церковників», і є «учасником націоналістичної контрреволюційної організації церковників» у Києві по вулиці Урицького № 54 кв. 4. В справах був записаний по-батькові не Дем'янович, але «Домінікович» (рос. Доминикович). Одними на допитах записано «єпископ», а у інших — як «архієпископ». «Особлива трійка» НКВС Київської області 22 грудня 1937 р. винесла секретний вирок без суду і адвоката, без дотримання процесуальних норм вбити священика УАПЦ Григорія Стороженко. А 28 грудня того ж року він був ними розстріляний. На момент репресій був одружений, мав одну дитину.
Реабілітований був 16 січня 1989 р. на підставі статті № 1 Указу Президії Верховної Ради СРСР «про додаткові заходи по відновленню справедливості у відношенні до жертв репресій що мали місце в період 1930—1940 рр. і на початку 1950-х рр.» як «жертва політичних репресій» (посмертно).